# Umeå pastorat
Umeå pastorat är ett pastorat i Södra Västerbottens kontrakt (före 2017 Ume kontrakt) i Luleå stift i Umeå kommun i Västerbottens län. 
Pastoratet bildades 2014 genom sammanläggning av pastoraten:
- Ålidhems pastorat
- Umeå Maria pastorat
- Umeå landsförsamlings pastorat
- Umeå stadsförsamlings pastorat
- Tegs pastorat

Pastoratet består av följande församlingar:
- Ålidhems församling
- Umeå Maria församling
- Umeå landsförsamling
- Tavelsjö församling
- Umeå stadsförsamling.
- Tegs församling

Pastoratskod är 110206